# شهرستان اوسیج (کانزاس)
شهرستان اوسیج، کانزاس (به انگلیسی: Osage County, Kansas) شهرستانی در ایالات متحده آمریکا است که در کانزاس واقع شده‌است.